# Хорашти (Горж)
Хорашти (рум. Horăști) насеље је у Румунији у округу Горж у општини Мотру. Oпштина се налази на надморској висини од 209 m.

## Становништво
Према подацима из 2002. године у насељу је живело 536 становника, од којих су сви румунске националности.